# ガイ・バトラー
ガイ・バトラー (Guy Montagu Butler、1899年8月25日- 1981年2月22日)は、イギリスの元陸上競技選手。400mを得意とした選手で、1920年アントワープオリンピックから3大会連続してオリンピックに出場し4個のメダルを獲得。イギリスの陸上競技選手で4個のメダルを獲得したのは、セバスチャン・コーとバトラーだけである。

## 経歴
バトラーは、1920年アントワープ大会の400mでは49秒9の記録で南アフリカのベビル・ラッドに次いで銀メダルを獲得。さらに4×400mリレーでもイギリスのアンカーとして出場し3分22秒2のタイムで金メダルを獲得した。
1924年パリオリンピックでは400mで前回の銀メダルに次ぎ銅メダルを獲得。さらに4×400mリレーでも銅メダルを獲得し、両種目とも2大会連続のメダル獲得となった。
バトラーの最後のオリンピックとなった1928年アムステルダムオリンピックには200mで出場したものの、準々決勝で敗退した。
バトラーは引退後、教師、スポーツジャーナリスト、俳優となった。